# Rhipidia (Rhipidia) proliferata
Rhipidia (Rhipidia) proliferata is een tweevleugelige uit de familie steltmuggen (Limoniidae). De soort komt voor in het Neotropisch gebied.